# Chang Xinyue
Chang Xinyue (chinesisch 常馨月, * 13. Februar 1994) ist eine chinesische Skispringerin.

## Werdegang
Chang gab ihr internationales Debüt am 16. Januar 2011 im Continental Cup während der FIS-Ladies-Winter-Tournee 2011 beim Abschlussspringen in Braunlage. Mit einem 32. Platz konnte sie keine Punkte holen. Dies gelang ihr erstmals eine Woche später am 23. Januar beim Continental Cup in Ljubno, als sie den 29. Rang belegte.
Am 19. und 20. Januar 2013 startete sie erstmals im FIS-Cup in Râșnov. Dabei gelang es ihr mit zwei dritten Plätzen, jeweils auf das Podest zu springen. Danach startete sie bei den Nordischen Junioren-Skiweltmeisterschaften 2013 in Liberec. Sie belegte allerdings nur den 41. und somit vorletzten Platz. Nach dieser Teilnahme gab sie am 16. Februar 2013 ihr Debüt im Weltcup in Ljubno. Mit den Plätzen 32 und 40 am Folgetag verpasste sie dabei aber die Punkteränge. Bei den Nordischen Skiweltmeisterschaften 2013 in Val di Fiemme belegte sie den 30. Rang im Einzelwettbewerb, der auf der Normalschanze ausgetragen wurde. Dieses Ergebnis war bis dahin die beste Platzierung, die jemals von einem chinesischen Skispringer oder einer chinesischen Skispringerin bei Nordischen Skiweltmeisterschaften erreicht wurde. Beim Continental Cup am 2. März 2013 in Oberwiesenthal landete sie auf Platz 12. Es war für Chang das erste Mal, dass sie eine Platzierung unter den ersten 15 im Continental Cup erreichte und auch erst das zweite Springen, bei dem sie COC-Punkte holte. Durch diese Platzierung beendete sie den Continental Cup 2012/13 auf dem 22. Rang in der Gesamtwertung.
Im Jahr 2015 nahm sie erneut an den Nordischen Skiweltmeisterschaften in Falun teil. Dabei landete sie im Einzelwettbewerb von der Normalschanze auf den 38. Platz.
Nach mehreren Starts im Weltcup 2016/17, bei denen es ihr erneut nicht gelang, Punkte zu holen, startete sie bei den Nordischen Skiweltmeisterschaften 2017 in Lahti, wo sie den 35. Rang im Einzel auf der Normalschanze belegte.
Am 9. September 2017 gab sie ihr Debüt im Sommer-Grand-Prix in Tschaikowski. Dabei gelang es ihr als 24., direkt ihre ersten Grand-Prix-Punkte zu holen. Am Folgetag verpasste sie als 35. die Punkteränge. Zum Auftakt der Weltcup-Saison 2017/18 belegte sie im Rahmen des erstmals ausgetragenen Lillehammer Triple die Plätze 27 und 26 von der Normalschanze sowie 23 von der Großschanze. Damit holte sie die ersten Weltcup-Punkte ihrer Karriere. In der Gesamtwertung des Lillehammer Triple landete sie auf dem 25. Rang. Am 13. Januar 2018 sprang sie in Sapporo als Zehnte erstmals in die Top Ten eines Weltcup-Springens. Nach weiteren Platzierungen unter den ersten 20 nahm sie als einzige chinesische Skispringerin an den Olympischen Winterspielen 2018 in Pyeongchang teil. Im Einzelwettbewerb von der Normalschanze belegte sie den 20. Rang.

## Statistik

### Olympische Winterspiele
- Pyeongchang 2018: 20. Einzel Normalschanze

### Nordische Skiweltmeisterschaften
- Val di Fiemme 2013: 30. Einzel Normalschanze
- Falun 2015: 38. Einzel Normalschanze
- Lahti 2017: 35. Einzel Normalschanze

### Weltcup-Platzierungen
| Saison  | Platz | Punkte |
| ------- | ----- | ------ |
| 2017/18 | 26.   | 99     |

### Lillehammer-Triple-Platzierungen
| Saison | Platz | Punkte |
| ------ | ----- | ------ |
| 2017   | 25.   | 571,2  |

### Grand-Prix-Platzierungen
| Saison | Platz | Punkte |
| ------ | ----- | ------ |
| 2017   | 43.   | 7      |

### FIS-Ladies-Winter-Tournee-Platzierungen
| Saison | Platz | Punkte |
| ------ | ----- | ------ |
| 2011   | 62.   | 19,5   |

### Continental-Cup-Platzierungen
| Saison  | Sommer | Sommer | Winter | Winter | Gesamt | Gesamt |
| Saison  | Punkte | Platz  | Punkte | Platz  | Punkte | Platz  |
| ------- | ------ | ------ | ------ | ------ | ------ | ------ |
| 2010/11 | –      | –      | 02     | 85.    |        |        |
| 2011/12 | –      | –      | –      | –      |        |        |
| 2012/13 | –      | –      | 22     | 22.    |        |        |
| 2013/14 | –      | –      | –      | –      | –      | –      |
| 2014/15 | –      | –      | –      | –      | –      | –      |
| 2015/16 | 04     | 51.    | –      | –      | 04     | 58.    |
| 2016/17 | –      | –      | 09     | 27.    | 09     | 56.    |